# Balada para un mochilero
Balada para un mochilero es una película filmada en colores de Argentina dirigida por Carlos Rinaldi según su propio guion escrito en colaboración con el guion de Carlos Rinaldi, Norberto Aroldi y Rodolfo Manuel Taboada que se estrenó el 5 de agosto de 1971 y que tuvo como protagonistas a José Marrone, Arnaldo André, Mariángeles y Aldo Barbero.
Filmada parcialmente en Mar del Plata, parque nacional El Palmar, de Colón, Paraná y Santa Fe.

## Sinopsis
Un vendedor de diarios viaja desde Mar del Plata a recorrer el país, conoce a otros mochileros y acampa en El Palmar, de Colón. 

## Reparto
- José Marrone........Pepito Ricoltore
- Arnaldo André.......Jorge
- Mariángeles..........Alicia
- Aldo Barbero.........padre Fernández
- Cacho Espíndola
- Néstor Fabián........Carlos
- Nelly Tesolín
- Marcelo Chimento
- Graciela Pal
- Graciela Ibarreta
- Mario Fortuna (hijo)
- Estela Vidal...........doña Carmen
- Rodolfo Brindisi
- Délfor Medina
- Martha Diez
- Coqui Marrone
- Marcelo Chimento
- Los Iracundos..........cantan "Va cayendo una lagrima"
- Oscar Valicelli ......…El Moncho
- Los Arribeños
- Juan y Juan..................se interpreta su tema "Viva la  buena vida"

## Comentarios
La Nación opinó:

”Prácticamente, no hay situaciones argumentales sostenidas.”

Manrupe y Portela escriben:

”Aprovechando el mochilerismo como fenómeno de la época, una débil trama al servicio de Marrone.”